# Denys Desjardins
Pour les articles homonymes, voir Desjardins.
Denys Desjardins est un essayiste, cinéaste, scénariste, cameraman, monteur, producteur, enseignant et historien du cinéma québécois né à Montréal en 1966.

## Biographie
Marqué par la pensée et l'œuvre des cinéastes Dziga Vertov, Chris Marker et Pierre Perrault, Denys Desjardins pratique un « cinéma vécu » basé sur une très longue fréquentation des sujets et des personnes qu'il filme. Au début des années 1990, il fonde sa compagnie Les Films du Centaure afin de financer la recherche, le développement et la production d’œuvres cinématographiques basées sur les rapports entre l'art et la mémoire. Fasciné par l'architecture et l'autoconstruction, en 2005 il conçoit et construit à Montréal son propre espace de création et de diffusion.
Cinéaste à l'Office national du film du Canada, Denys Desjardins milite activement pour la défense des institutions culturelles et siège à plusieurs conseils d'administration, dont celui des Rendez-vous Québec Cinéma et des Prix Jutra, et figure notamment parmi les membres fondateurs de Québec Cinéma et de la Coalition Pour la suite du DOC. Il a enseigné le cinéma et les communications au niveau collégial pendant une vingtaine d'années et a été rédacteur pour la Collection Mémoire de l'ONF. Collectionneur de caméras et d'appareils de projections, il est dépositaire de plusieurs collections de films et d'archives liées à l'histoire du cinéma.
Pionnier du web à l'Office national du film du Canada, dès la fin des années 1990, il instaure une tradition numérique dans cette institution en réalisant des webzines et des expériences en ligne, dont la première diffusion d'un film en streaming en 2002. Grâce aux nouvelles technologies, Denys Desjardins a participé à l’émergence des arts numériques au Québec. Plusieurs de ses projets de films se poursuivent à l'intérieur de sites webs qui permettent aux internautes d'aller encore plus loin dans l'expérience cinématographique.
Denys Desjardins réalise des films remarqués, le situant parmi les auteurs les plus originaux du documentaire québécois. Sur les traces de Pierre Perrault, il tourne à L'Isle-aux-Coudres le film La Dame aux poupées pour lequel il remporte le Prix AQCC-Téléfilm Canada du meilleur court métrage québécois en 1996. Il obtient, l'année suivante, une mention aux 16e Rendez-vous Québec Cinéma, dans la catégorie meilleur court et moyen métrage documentaire, avec un portrait du cinéaste belge Boris Lehman : Contre le temps et l'effacement, Boris Lehman...
Comme en témoignent ses films produits par l'Office national du film du Canada, Denys Desjardins s'intéresse aux phénomènes liés à la vision, vision de l'avenir et de la fin du monde avec Almanach 1999, et vision que procure la caméra avec Mon œil pour une caméra inspiré du ciné-oeil du cinéaste russe Dziga Vertov. En plus d'une nomination pour le Prix Jutra du meilleur documentaire en 2003, ce film a été sélectionné dans plusieurs festivals au Québec et en Europe, dont en 2001 à Marseille au « Sunny Side of the Doc » où le cinéaste a présenté un imposant site web accompagné d'un webzine (Le Ciné-œil).
Après avoir produit et coréalisé Moi Robert « Bob » en 2003, il termine en 2005 à l'ONF Histoire d'être humain, un projet citoyen filmé dans une école publique de niveau secondaire où, pendant toute une année, il suit les hauts et les bas d'une classe d'élèves en difficulté. Le cinéma devient ici un outil d'observation et d'action. En 2006, il reçoit le Prix du meilleur moyen métrage documentaire remis par la critique pour Le Direct avant la lettre, ainsi que le Prix du meilleur court métrage de fiction (au Festival Images en vue) pour Pierre et le Sou.
Entre 1998 et 2007, toujours sur les traces du cinéaste Pierre Perrault, Denys Desjardins poursuit le tournage du film Au pays des colons, une saga familiale qui met en lumière le politicien, cultivateur et colon Hauris Lalancette. Finaliste pour le Prix Jutra du meilleur documentaire, ce film arpente le territoire et l'imaginaire de tout un peuple à travers le regard de ce citoyen plus grand que nature qui a déjà fait l'objet d'une série de films réalisés dans les années 1970 par Pierre Perrault et Bernard Gosselin (le cycle abitibien).
En 2009, il poursuit sa série sur le cinéma québécois avec De l'Office au Box-Office, deuxième volet d'une tétralogie sur le cinéma qu'il termine en 2011 avec la réalisation de La Vie privée du cinéma, un film de quatre heures sur l'histoire de l'industrie du cinéma au Québec et au Canada. Ses films et ses entretiens avec les artisans du cinéma québécois sont regroupés et accessibles à l'intérieur du site « Cinéma du Québec.com. » En 2014, à l'occasion du 75e anniversaire de l'ONF, il travaille à la conception et à la réalisation d'un projet interactif d'une soixantaine de portraits d'artisans du cinéma qui racontent une histoire du cinéma québécois et canadien.
Sur les traces du cinéaste français Chris Marker et de son film La Jetée, il termine en 2017 le montage et la réalisation d'un essai poétique intitulé La Zone, un long métrage composé uniquement d'images d'archives tournées en 8 mm. Il existe deux versions originales de ce film avec des acteurs différents pour chacune des versions, soit anglaise ou française. Puis en 2019, il lance une nouvelle plateforme de création et de diffusion intitulée Cinéaste de la mémoire | Mémoire du cinéma qui sera suivi d'une exposition interactive à la Société des arts technologiques à Montréal. La même année, il fonde un festival de cinéma documentaire à L'Isle-aux-Coudres, le DOCfest pour la suite du doc.
En 2020, il amorce un nouveau cycle entourant le vieillissement de la population québécoise avec la réalisation du long métrage documentaire Le Château où il suit la vie de sa mère dans une résidence pour aînés de Montréal. Ce film est en nomination pour le Prix Iris du meilleur montage documentaire. L'année suivante, en 2021, il réalise et produit une websérie de 11 épisodes intitulée L'Industrie de la vieille$$equi aborde différents enjeux liés au vieillissement de la population québécoise. En nomination pour un Prix Gémeaux, cette websérie est accompagnée de 2031.quebec  (prix Gémeaux de la meilleure composante numérique), une expérience de web fiction qui plonge les internautes dans un futur proche où les aînés en perte d'autonomie doivent affronter un système de soins en manque d'humanité.
En 2022, il termine le cycle sur le vieillissement avec la sortie très remarquée du long métrage documentaire J'ai placé ma mère qui a été sélectionné en compétition pour la 25e édition des Rencontres internationales du documentaire de Montréal et qui a remporté le Prix du Meilleur documentaire canadien 2023 lors de la 30e édition du festival Hot Docs, à Toronto. Le film documente les démarches que le cinéaste doit entreprendre aux côtés de sa sœur pour s'assurer que leur mère puisse finir dignement ses jours dans un centre d'hébergement public.

## Filmographie sélective

### En tant que réalisateur-scénariste
- 1996 : La Dame aux poupées
- 1998 : Contre le temps et l'effacement, Boris Lehman...
- 1999 : Almanach 1999
- 2001 : Mon œil pour une caméra
- 2003 : Moi Robert « Bob »
- 2005 : Histoire d'être humain
- 2005 : Pierre et le Sou
- 2006 : Le Direct avant la lettre
- 2007 : Au pays des colons
- 2008 : Retour en Amérique
- 2009 : De l'Office au Box-Office
- 2010 : La Vie privée d'Onyx Films
- 2011 : La Vie privée du cinéma
- 2013 : Kapadokya
- 2014 : L'Occupation du Bureau de surveillance du cinéma
- 2014 : Michel Brault en direct
- 2017 : La Zone
- 2019 : L'enfance de l'art
- 2020 : Le Château
- 2021 : L'Industrie de la vieille$$e
- 2022 : J'ai placé ma mère
- 2023 : Sur la piste des caribous

### Comme producteur
- 1996 : La Dame aux poupées
- 1998 : Contre le temps et l'effacement, Boris Lehman...
- 2003 : Moi Robert « Bob »
- 2005 : Pierre et le Sou
- 2008 : Retour en Amérique
- 2009 : De l'Office au Box-Office
- 2010 : La Vie privée d'Onyx Films
- 2011 : La Vie privée du cinéma
- 2013 : Kapadokya
- 2014 : L'Occupation du Bureau de surveillance du cinéma
- 2014 : Michel Brault en direct
- 2014 : Mes 7 lieux
- 2015 : La Guerre des bleuets
- 2015 : Funérailles de Boris Lehman
- 2015 : Oncle Bernard – L'Anti-leçon d'économie
- 2017 : La Zone
- 2019 : L'enfance de l'art
- 2020 : Le Château
- 2021 : L'Industrie de la vieille$$e
- 2022 : J'ai placé ma mère
- 2023 : Sur la piste des caribous

### Comme cameraman
- 1998 : Contre le temps et l'effacement, Boris Lehman...
- 2001 : Mon œil pour une caméra
- 2003 : Moi Robert « Bob »
- 2005 : Histoire d'être humain
- 2005 : Pierre et le Sou
- 2007 : Au pays des colons
- 2013 : Kapadokya
- 2017 : La Zone
- 2020 : Le Château
- 2021 : L'Industrie de la vieille$$e
- 2022 : J'ai placé ma mère
- 2023 : Sur la piste des caribous

### Comme monteur
- 1998 : Contre le temps et l'effacement, Boris Lehman...
- 2009 : De l'Office au Box-Office
- 2010 : La Vie privée d'Onyx Films
- 2011 : La Vie privée du cinéma
- 2013 : Kapadokya
- 2014 : L'Occupation du Bureau de surveillance du cinéma
- 2014 : Michel Brault en direct
- 2017 : La Zone
- 2019 : L'enfance de l'art
- 2020 : Le Château
- 2021 : L'Industrie de la vieille$$e
- 2022 : J'ai placé ma mère
- 2023 : Sur la piste des caribous

### Comme comédien
- 1989 : La mer on s'en fout! (Lussier)
- 1990 : Du couteau au fusil
- 1991 : Beebe-Plain (lui-même)
- 2001 : Mon œil pour une caméra (lui-même)
- 2013 : Kapadokya (Deniz)
- 2020 : Le Château (lui-même)
- 2021 : L'Industrie de la vieille$$e (lui-même)
- 2022 : J'ai placé ma mère (lui-même)
- 2023 : Sur la piste des caribous (lui-même)

## Sites web et webzines
- 1998 : Chroniques Onéfiennes
- 2000 : Almanach : le site
- 2001 : Le Ciné-Oeil
- 2014 : Cinéma du Québec.com
- 2014 : Une histoire du cinéma
- 2019 : Cinéaste de la mémoire
- 2021 : 2031.quebec

## Distinctions

### Récompenses
- Prix Gémeaux de la meilleure production originale destinée aux médias numériques - documentaire  : J'ai placé ma mère
- Prix du meilleur documentaire canadien : J'ai placé ma mère
- Prix Humaniste 2023 : J'ai placé ma mère
- Prix Gémeaux meilleure composante numérique pour une série documentaire : 2031.quebec
- Prix du meilleur documentaire court et moyen métrage : Le Direct avant la lettre
- Prix du meilleur court métrage de fiction : Pierre et le Sou
- Mention du meilleur court et moyen métrage documentaire : Contre le temps et l'effacement, Boris Lehman...
- Prix du meilleur court métrage québécois : La Dame aux poupées

### Nominations
- Canadian Screen Awards meilleur montage dans un long métrage documentaire : J'ai placé ma mère
- Prix Gémeaux meilleure composante numérique pour une série documentaire : 2031.quebec
- Prix Gémeaux meilleure série originale produite pour les médias numériques documentaire : L'Industrie de la vieille$$e
- Prix Iris meilleur montage documentaire : Le Château
- Prix Jutra du meilleur documentaire : Mon œil pour une caméra
- Prix Jutra du meilleur documentaire : Au pays des colons